# Suore della piccola missione per i sordomuti
Le Suore della piccola missione per i sordomuti sono un istituto religioso femminile di diritto pontificio: le suore di questa congregazione pospongono al loro nome la sigla S.P.M.S.

## Storia
La congregazione ebbe inizio a Bologna nel 1874 a opera dei fratelli Giuseppe e Cesare Gualandi, che nel 1852 avevano già fondato il ramo maschile della famiglia religiosa, per avere maestre che si occupassero dell'educazione delle sordomute: la prima suora dell'istituto fu Orsola Mezzini.
L'istituto ricevette il pontificio decreto di lode nel 1913; nel 1963 giunse l'approvazione definitiva delle costituzioni.

## Attività e diffusione
Le suore lavorano come educatrici e insegnanti in asili, scuole e laboratori per persone sorde.
Oltre che in Italia, sono presenti in Brasile e nelle Filippine; la sede generalizia è a Bologna.
Alla fine del 2008 la congregazione contava 77 religiose in 12 case.